# Hieracium nyaradyanum
Hieracium nyaradyanum es una especie de planta con flor del género Hieracium, de la familia Asteraceae, orden Asterales.

## Distribución
Hieracium nyaradyanum se distribuye por Rumania.

## Taxonomía
Fue descrita científicamente por Zahn.